# Tufillo
Tufillo é uma comuna italiana da região dos Abruzos, província de Chieti, com cerca de 566 habitantes. Estende-se por uma área de 21 km², tendo uma densidade populacional de 27 hab/km². Faz fronteira com Celenza sul Trigno, Dogliola, Mafalda (CB), Montemitro (CB), Palmoli, San Felice del Molise (CB).

## Demografia
| Variação demográfica do município entre 1861 e 2011                               |
|                                                                                   |
| Fonte: Istituto Nazionale di Statistica (ISTAT) - Elaboração gráfica da Wikipedia |